# 河原田明
河原田 明（かわはらだ あきら、1940年〈昭和15年〉9月18日 - 2023年〈令和5年〉5月20日）は、群馬県前橋市出身のプロ野球選手（投手）。

## 来歴・人物
早稲田実業学校高等部では、同期の王貞治の控え投手として甲子園に3回出場。1956年の夏の選手権は2回戦で岐阜商に敗退。2年上のチームメートに捕手の醍醐猛夫、三塁手の徳武定之がいる。
1957年の春の選抜では、決勝で高知商を破り優勝を経験する。しかし同年の夏の選手権はベンチ入りできなかった。王に出場資格がないことで話題となった同年秋の静岡国体は、1回戦で倉島今朝徳のいた上田松尾高と対戦、リリーフで登板するが大敗を喫する。1年上のチームメートには遊撃手の相沢邦昭がいた。
1958年の春の選抜では、準々決勝で済々黌高に敗退するが、この試合で王をリリーフし甲子園初登板を果たす。同年の夏の甲子園都予選も決勝に進むが明治高に敗退、この試合でも王をリリーフして登板した。
大型左腕として期待され、1959年に東映フライヤーズに入団。1960年に一軍に上がり、8月24日には西鉄ライオンズを相手に初先発。しかしその後は伸び悩み、1963年限りで現役引退。
現役引退後はロッテオリオンズのトレーナーを務めている期間があった。
2023年5月20日に死去。82歳没。

## 詳細情報

### 年度別投手成績
| 年 度     | 球 団     | 登 板 | 先 発 | 完 投 | 完 封 | 無 四 球 | 勝 利 | 敗 戦 | セ 丨 ブ | ホ 丨 ル ド | 勝 率 | 打 者 | 投 球 回 | 被 安 打 | 被 本 塁 打 | 与 四 球 | 敬 遠 | 与 死 球 | 奪 三 振 | 暴 投 | ボ 丨 ク | 失 点 | 自 責 点 | 防 御 率 | W H I P |
| --------- | --------- | ----- | ----- | ----- | ----- | -------- | ----- | ----- | -------- | ----------- | ----- | ----- | -------- | -------- | ----------- | -------- | ----- | -------- | -------- | ----- | -------- | ----- | -------- | -------- | ------- |
| 1960      | 東映      | 6     | 1     | 0     | 0     | 0        | 0     | 0     | --       | --          | ----  | 51    | 11.0     | 14       | 0           | 4        | 0     | 1        | 6        | 0     | 0        | 8     | 6        | 4.91     | 1.64    |
| 1961      | 東映      | 2     | 0     | 0     | 0     | 0        | 0     | 0     | --       | --          | ----  | 15    | 3.0      | 5        | 1           | 0        | 0     | 0        | 1        | 0     | 0        | 3     | 3        | 9.00     | 1.67    |
| 通算：2年 | 通算：2年 | 8     | 1     | 0     | 0     | 0        | 0     | 0     | --       | --          | ----  | 66    | 14.0     | 19       | 1           | 4        | 0     | 1        | 7        | 0     | 0        | 11    | 9        | 5.79     | 1.64    |

### 背番号
- 15 （1959年 - 1961年）
- 38 （1962年 - 1963年）